# 法律に基づく名称
法律に基づく名称（ほうりつにもとづくめいしょう）とは、法令や公文書などに化学物質などの名称が表記される場合に使用される名称である。官報で公示されることから官報公示名称とも呼ばれる。

ここでは日本の公官庁に提出する書類を記述する場合に使用しなければならない法令で定められた化学物質の名称について説明する。

## 事例
実際に役所に提出する書類の記載要領として以下のように書かれている。
(1) 第1種特定化学物質の名称
法律に基づく名称を記載してください。（これ以外は使用しないでください。）
<間違えやすい例>
　　　(誤)　　　　　　　　　 (正:法律に基づく名称)
o,p'-DDT、p,p'-DDT → DDT
PCB Window defining mixture → ポリ塩化ビフェニル（PCB）
2,4'-Dichlorobiphenyl → ポリ塩化ビフェニル（PCB）
oxy-クロルデン、trans-クロルデン→ クロルデン類
cis-ノナクロル、trans-ノナクロル→ クロルデン類
ヘプタクロル、ヘプタクロルエポキシド→ クロルデン類

## 問題点
- 一例を挙げると「テトラセン」という爆薬の申請書類を書く場合には本来の正しい物質名である「テトラゾリルグアニルテトラゼンハイドレート」やIUPAC名である「1-(5-tetrazolyl)-4-guanyltetrazene hydrate」と書いたのでは受け付けてもらえない。
  - 化学的に間違った名称であっても「グアニルニトロサミノグアニルテトラセン」と書かなければならないなど、元素名や化合物名についての国際基準を無視して日本の官庁独自の表記をしなければならないと言う特殊事情がある。
- DDTなど略称が法律に基づく名称になっている物もあり混乱を招きやすい。
- 異性体を区別する場合と区別しない場合があったり、化学的に同一の物質でも濃度によって名称が変わる物などがあり記載要領が複雑化している。
  - 「法律に基づく名称」の中には明らかに物質名としての誤表記があり、申請時にわざと間違った名称を書かなければならないなどの問題点もある。
- 中には100年以上も実際の製品が製造販売されていないにもかかわらず、申請のためのオンラインシステムの一覧に出てくるような非現実的な名称もあり官庁の無駄遣いと批判の対象になっている。